# De Boma à Tshela par la voie du Mayumbe
Pour plus de détails, voir Fiche technique et Distribution.
De Boma à Tshela par la voie du Mayumbe (ou Le Chemin de fer du Mayumbe) est un film documentaire belge, muet, réalisé par Ernest Genval en 1926.

## Synopsis
Ernest Genval explore la ligne ferroviaire qui relie Boma à Tshela, dans la région du Mayumbe. Le convoi passe à travers la végétation dense de la forêt vierge et s’arrête aux endroits « stratégiques » : Lukula, le domaine de l’Ursélia (colonisation agricole de café, d’huile de palme et de cacao), la rivière Lubuzi et le nouveau pont qui l’enjambe, la mission Kangu et Tshela, destination finale, d’où sont expédiées les matières premières vers l’Europe. Un périple qui met en scène les rouages d’une organisation coloniale bien huilée et une main d’œuvre asservie.

## Fiche technique
- Réalisation : Ernest Genval
- Production : Mission cinématographique Genval
- Image : Victor Morin